# Manuel Calvente
Calvente  Gorbas est un nom espagnol. Le premier nom de famille, en général paternel, est Calvente ; le second, en général maternel, souvent omis, est Gorbas.
Manuel Calvente Gorbas (né le 14 août 1976 à Grenade) est un coureur cycliste espagnol des années 2000. Il met fin à sa carrière à l'issue de la saison 2010 où il était membre de l'équipe Andalucía-Cajasur.

## Biographie
Bon grimpeur chez les amateurs, Manuel Calvente commence sa carrière professionnelle en mars 2002 dans l'équipe danoise CSC. Il tarde cependant à confirmer et signe un contrat de deux ans avec la formation française Agritubel en septembre 2005, où il ne rencontre toujours pas le succès.
En 2008, il s'engage avec Contentpolis-Murcia. En avril, il signe sa première victoire professionnelle en remportant le Tour de La Rioja.
Passé chez Andalucía-Cajasur en 2009, il met un terme à sa carrière fin 2010.

## Palmarès et résultats

### Palmarès amateur
- 1998
  - 5ea étape du Tour de Tenerife
- 2000
  - Tour de Castille-et-León amateurs :
    - Classement général
    - 1re et 2e étapes

  - Vuelta a la Montaña Central de Asturias
  - 3e étape du Tour de Tenerife
  - 2e du Mémorial Valenciaga
  - 2e du Tour de Tenerife
- 2001
  - 4e étape du Tour de Carthagène
  - 2e du Mémorial Valenciaga

### Palmarès professionnel
- 2008
  - Classement général du Tour de La Rioja

### Résultats sur les grands tours

#### Tour de France
1 participation
- 2006 : 90e

#### Tour d'Espagne
4 participations
- 2003 : 24e
- 2004 : 37e
- 2005 : 22e
- 2009 : 47e

#### Tour d'Italie
1 participation
- 2002 : 60e